# Herb gminy Chełm Śląski
Herb gminy Chełm Śląski – jeden z symboli gminy Chełm Śląski.

## Wygląd i symbolika
Herb przedstawia na tarczy koloru błękitnego oko opatrzności barwy złotej. Jest to jeden z symboli gminy, umieszczony m.in. na Bramie Tysiąclecia, znajdującej się na Smutnej Górze. 